# Casey Dellacqua
Pour les articles homonymes, voir Dellacqua.
Casey Dellacqua, née le 11 février 1985 à Perth, est une joueuse de tennis australienne, professionnelle de 2002 à 2018.
Elle a notamment remporté le double mixte des Internationaux de France 2011 avec l'Américain Scott Lipsky et atteint sept finales de Grand Chelem en double dames.

## Biographie

### Carrière sportive
C'est à Roland-Garros qu'elle réalise sa première grosse performance, en se hissant en finale du double dames de l'édition 2008 aux côtés de l'Italienne Francesca Schiavone. Le 11 mai 2009, elle atteint le 9e rang mondial de la discipline, sans pourtant s'être jamais imposée dans aucun tournoi WTA.
En simple, son meilleur résultat en Grand Chelem est un huitième de finale disputé en 2008 à l'Open d'Australie, à l'occasion duquel elle a notamment éliminé Patty Schnyder et Amélie Mauresmo.
En 2013, elle atteint la finale en double de l'Open d'Australie avant de remporter son premier tournoi en double à l'Open de Pattaya associée à Kimiko Date.
En avril 2018, elle décide de prendre sa retraite sportive pour se consacrer à sa famille.

### Vie privée
Casey Dellacqua et sa compagne Amanda ont célébré la naissance de leur fils Blake en 2013.

## Palmarès

### Titres en double dames
| No | Date       | Nom et lieu du tournoi                  | Catégorie | Dotation    | Surface      | Partenaire         | Finalistes                            | Score             |          |
| -- | ---------- | --------------------------------------- | --------- | ----------- | ------------ | ------------------ | ------------------------------------- | ----------------- | -------- |
| 1  | 28-01-2013 | PTT Open Pattaya                        | Intern'l  | 235 000 $   | Dur (ext.)   | Kimiko Date-Krumm  | Akgul Amanmuradova Alexandra Panova   | 6-3, 6-2          | Parcours |
| 2  | 10-06-2013 | Aegon Classic Birmingham                | Intern'l  | 235 000 $   | Gazon (ext.) | Ashleigh Barty     | Cara Black Marina Erakovic            | 7-5, 6-4          | Parcours |
| 3  | 19-05-2014 | Internationaux de Strasbourg Strasbourg | Intern'l  | 250 000 $   | Terre (ext.) | Ashleigh Barty     | Tatiana Búa Daniela Seguel            | 4-6, 7-5, [10-4]  | Parcours |
| 4  | 02-05-2015 | Mutua Madrid Open Madrid                | PREMIER*  | 4 785 714 $ | Terre (ext.) | Yaroslava Shvedova | Garbiñe Muguruza Carla Suárez Navarro | 6-3, 6-74, [10-5] | Parcours |
| 5  | 27-02-2017 | Malaysian Open Kuala Lumpur             | Intern'l  | 250 000 $   | Dur (ext.)   | Ashleigh Barty     | Nicole Melichar Makoto Ninomiya       | 7-65, 6-3         | Parcours |
| 6  | 21-05-2017 | Internationaux de Strasbourg Strasbourg | Intern'l  | 250 000 $   | Terre (ext.) | Ashleigh Barty     | Chan Hao-ching Chan Yung-jan          | 6-4, 6-2          | Parcours |
| 7  | 19-06-2017 | Aegon Classic Birmingham                | Premier   | 885 040 $   | Gazon (ext.) | Ashleigh Barty     | Chan Hao-ching Zhang Shuai            | 6-1, 2-6, [10-8]  | Parcours |

### Finales en double dames
| No | Date       | Nom et lieu du tournoi             | Catégorie | Dotation     | Surface      | Vainqueures                          | Partenaire          | Score            |          |
| -- | ---------- | ---------------------------------- | --------- | ------------ | ------------ | ------------------------------------ | ------------------- | ---------------- | -------- |
| 1  | 25-05-2008 | Roland-Garros Paris                | G. Chelem | 9 711 335 $  | Terre (ext.) | Anabel Medina Virginia Ruano Pascual | Francesca Schiavone | 2-6, 7-5, 6-4    | Parcours |
| 2  | 12-01-2009 | Medibank International Sydney      | Premier   | 600 000 $    | Dur (ext.)   | Hsieh Su-wei Peng Shuai              | Nathalie Dechy      | 6-0, 6-1         | Parcours |
| 3  | 14-01-2013 | Australian Open Melbourne          | G. Chelem | 13 712 772 $ | Dur (ext.)   | Sara Errani Roberta Vinci            | Ashleigh Barty      | 6-2, 3-6, 6-2    | Parcours |
| 4  | 24-06-2013 | The Championships Wimbledon        | G. Chelem | 16 775 934 $ | Gazon (ext.) | Hsieh Su-wei Peng Shuai              | Ashleigh Barty      | 7-61, 6-1        | Parcours |
| 5  | 26-08-2013 | US Open Flushing Meadows           | G. Chelem | 16 102 000 $ | Dur (ext.)   | Andrea Hlaváčková Lucie Hradecká     | Ashleigh Barty      | 6-74, 6-1, 6-4   | Parcours |
| 6  | 09-06-2014 | Aegon Classic Birmingham           | Premier   | 710 000 $    | Gazon (ext.) | Raquel Kops-Jones Abigail Spears     | Ashleigh Barty      | 7-61, 6-1        | Parcours |
| 7  | 06-04-2015 | Family Circle Cup Charleston       | Premier   | 731 000 $    | Terre (ext.) | Martina Hingis Sania Mirza           | Darija Jurak        | 6-0, 6-4         | Parcours |
| 8  | 24-05-2015 | Roland-Garros Paris                | G. Chelem | 15 980 135 $ | Terre (ext.) | Bethanie Mattek-Sands Lucie Šafářová | Yaroslava Shvedova  | 3-6, 6-4, 6-2    | Parcours |
| 9  | 17-08-2015 | Western & Southern Open Cincinnati | Premier 5 | 2 701 240 $  | Dur (ext.)   | Chan Hao-ching Chan Yung-jan         | Yaroslava Shvedova  | 7-5, 6-4         | Parcours |
| 10 | 31-08-2015 | US Open Flushing Meadows           | G. Chelem | 20 102 700 $ | Dur (ext.)   | Martina Hingis Sania Mirza           | Yaroslava Shvedova  | 6-3, 6-3         | Parcours |
| 11 | 31-05-2017 | Roland-Garros Paris                | G. Chelem | 16 790 000 $ | Terre (ext.) | Bethanie Mattek-Sands Lucie Šafářová | Ashleigh Barty      | 6-2, 6-1         | Parcours |
| 12 | 25-06-2017 | Aegon International Eastbourne     | Premier   | 819 000 $    | Gazon (ext.) | Chan Yung-jan Martina Hingis         | Ashleigh Barty      | 6-3, 7-5         | Parcours |
| 13 | 20-08-2017 | Connecticut Open New Haven         | Premier   | 776 000 $    | Dur (ext.)   | Gabriela Dabrowski Xu Yifan          | Ashleigh Barty      | 3-6, 6-3, [10-8] | Parcours |

### Titre en double mixte
| No | Date       | Nom et lieu du tournoi | Catégorie | Dotation     | Surface      | Partenaire   | Finalistes                        | Score             |          |
| -- | ---------- | ---------------------- | --------- | ------------ | ------------ | ------------ | --------------------------------- | ----------------- | -------- |
| 1  | 22-05-2011 | Roland-Garros Paris    | G. Chelem | 10 676 582 $ | Terre (ext.) | Scott Lipsky | Katarina Srebotnik Nenad Zimonjić | 7-66, 4-6, [10-7] | Parcours |

## Parcours en Grand Chelem

### En simple dames
| Année | Open d'Australie | Open d'Australie   | Internationaux de France | Internationaux de France | Wimbledon       | Wimbledon           | US Open         | US Open          |
| ----- | ---------------- | ------------------ | ------------------------ | ------------------------ | --------------- | ------------------- | --------------- | ---------------- |
| 2003  | 1er tour (1/64)  | Maja Matevžič      | —                        | —                        | —               | —                   | —               | —                |
| 2004  | 1er tour (1/64)  | Ľudmila Cervanová  | —                        | —                        | —               | —                   | —               | —                |
| 2005  | 1er tour (1/64)  | Jelena Kostanić    | —                        | —                        | —               | —                   | —               | —                |
| 2006  | 1er tour (1/64)  | Lindsay Davenport  | —                        | —                        | —               | —                   | —               | —                |
| 2007  | 1er tour (1/64)  | Katarina Srebotnik | 1er tour (1/64)          | Tamarine Tanasugarn      | 1er tour (1/64) | Nicole Pratt        | 2e tour (1/32)  | Maria Sharapova  |
| 2008  | 1/8 de finale    | Jelena Janković    | 3e tour (1/16)           | Carla Suárez             | 3e tour (1/16)  | Nicole Vaidišová    | 1er tour (1/64) | Julie Coin       |
| 2009  | 1er tour (1/64)  | Daniela Hantuchová | —                        | —                        | —               | —                   | —               | —                |
| 2010  | 3e tour (1/16)   | Venus Williams     | —                        | —                        | 1er tour (1/64) | Bojana Jovanovski   | —               | —                |
| 2011  | —                | —                  | 1er tour (1/64)          | Tsvetana Pironkova       | —               | —                   | 1er tour (1/64) | Alizé Cornet     |
| 2012  | 2e tour (1/32)   | Victoria Azarenka  | 1er tour (1/64)          | Sara Errani              | 1er tour (1/64) | Marion Bartoli      | 2e tour (1/32)  | Li Na            |
| 2013  | 1er tour (1/64)  | Madison Keys       | —                        | —                        | —               | —                   | 1er tour (1/64) | Ajla Tomljanović |
| 2014  | 1/8 de finale    | Eugenie Bouchard   | 2e tour (1/32)           | Lucie Šafářová           | 2e tour (1/32)  | Agnieszka Radwańska | 1/8 de finale   | Flavia Pennetta  |
| 2015  | 2e tour (1/32)   | Madison Keys       | 1er tour (1/64)          | Ajla Tomljanović         | 3e tour (1/16)  | Agnieszka Radwańska | 1er tour (1/64) | Anett Kontaveit  |

N.B. : à droite du résultat se trouve le nom de l'ultime adversaire.

### En double dames
N.B. : le nom du ou de la partenaire se trouve sous le résultat ; le nom des ultimes adversaires se trouve à droite.

### En double mixte
| Année | Open d'Australie              | Open d'Australie            | Internationaux de France     | Internationaux de France     | Wimbledon                   | Wimbledon                   | US Open                      | US Open                     |
| ----- | ----------------------------- | --------------------------- | ---------------------------- | ---------------------------- | --------------------------- | --------------------------- | ---------------------------- | --------------------------- |
| 2004  | 1er tour (1/16) C. Guccione   | A. Widjaja Lucas Arnold     | —                            | —                            | —                           | —                           | —                            | —                           |
| 2005  | —                             | —                           | —                            | —                            | —                           | —                           | —                            | —                           |
| 2006  | 1er tour (1/16) Peter Luczak  | L. Šafářová Leoš Friedl     | —                            | —                            | —                           | —                           | —                            | —                           |
| 2007  | 2e tour (1/8) C. Guccione     | Lisa Raymond Bob Bryan      | —                            | —                            | —                           | —                           | —                            | —                           |
| 2008  | —                             | —                           | —                            | —                            | 3e tour (1/8) Scott Lipsky  | N. Dechy Andy Ram           | 2e tour (1/8) Jordan Kerr    | Nadia Petrova J. Björkman   |
| 2009  | —                             | —                           | —                            | —                            | —                           | —                           | —                            | —                           |
| 2010  | 1er tour (1/16) Jordan Kerr   | L. Hradecká F. Čermák       | —                            | —                            | —                           | —                           | —                            | —                           |
| 2011  | —                             | —                           | Victoire Scott Lipsky        | K. Srebotnik N. Zimonjić     | 2e tour (1/16) Scott Lipsky | Liezel Huber Bob Bryan      | —                            | —                           |
| 2012  | 2e tour (1/8) Matthew Ebden   | Lisa Raymond Rohan Bopanna  | —                            | —                            | —                           | —                           | —                            | —                           |
| 2013  | 1er tour (1/16) J.-P. Smith   | A. Hlaváčková D. Bracciali  | 1er tour (1/16) M. Bhupathi  | An. Rodionova S. González    | 3e tour (1/8) Scott Lipsky  | K. Srebotnik N. Zimonjić    | 1er tour (1/16) Scott Lipsky | K. Mladenovic Daniel Nestor |
| 2014  | 1er tour (1/16) Ross Hutchins | A. Hlaváčková Max Mirnyi    | 1er tour (1/16) Jamie Murray | Y. Shvedova Bruno Soares     | 1/4 de finale Jamie Murray  | Chan Hao-ching Max Mirnyi   | 2e tour (1/8) Jamie Murray   | Sania Mirza Bruno Soares    |
| 2015  | 1/4 de finale John Peers      | Sania Mirza Bruno Soares    | —                            | —                            | 2e tour (1/16) L. Hewitt    | Cara Black J. S. Cabal      | —                            | —                           |
| 2016  | —                             | —                           | —                            | —                            | —                           | —                           | —                            | —                           |
| 2017  | 2e tour (1/8) Matt Reid       | Martina Hingis Leander Paes | 1/2 finale Rajeev Ram        | A.-L. Grönefeld Robert Farah | 2e tour (1/16) Rajeev Ram   | Nicole Melichar A. Begemann | 1er tour (1/16) Rajeev Ram   | Olga Savchuk Artem Sitak    |
| 2018  | 2e tour (1/8) John Peers      | J. Larsson M. Middelkoop    | —                            | —                            | —                           | —                           | —                            | —                           |

N.B. : le nom du ou de la partenaire se trouve sous le résultat ; le nom des ultimes adversaires se trouve à droite.

## Parcours en «Premier Mandatory» et «Premier 5»
Découlant d'une réforme du circuit WTA inaugurée en 2009, les tournois WTA « Premier Mandatory » et « Premier 5 » constituent les catégories d'épreuves les plus prestigieuses, après les quatre levées du Grand Chelem.

### En simple dames
| Année |              | Premier Mandatory          | Premier Mandatory           | Premier Mandatory           | Premier Mandatory           |       | Premier 5 | Premier 5                    | Premier 5            | Premier 5                 | Premier 5                     | Premier 5 | Premier 5                   |
| Année | Indian Wells | Miami                      | Madrid                      | Pékin                       |                             | Dubaï | Rome      | Canada                       | Cincinnati           |                           | Tokyo                         |           |                             |
| Année | Indian Wells | Miami                      | Madrid                      | Pékin                       |                             | Doha  | Rome      | Canada                       | Cincinnati           |                           | Wuhan                         |           |                             |
| Année | Indian Wells | Miami                      | Madrid                      | Pékin                       |                             |       | Rome      | Canada                       | Cincinnati           |                           |                               |           |                             |
| 2009  |              |                            |                             |                             |                             |       |           | 1er tour (1/32) F. Schiavone |                      |                           |                               |           |                             |
| 2010  |              |                            | 1er tour (1/64) E. Makarova |                             |                             |       |           |                              |                      |                           |                               |           |                             |
| 2012  |              | 1er tour (1/64) E. Vesnina |                             |                             |                             |       |           |                              |                      |                           | 1er tour (1/32) J. Larsson    |           |                             |
| 2013  |              | 1er tour (1/64) A. Medina  |                             |                             |                             |       |           |                              |                      |                           |                               |           | 2e tour (1/16) D. Cibulková |
| 2014  |              | 1/4 de finale S. Halep     | 3e tour (1/16) V. Williams  |                             | 1er tour (1/32) A. Kerber   |       |           |                              | 2e tour (1/16) Li N. | 2e tour (1/16) P. Kvitová | 1er tour (1/32) P. Parmentier |           | 3e tour (1/8) C. Wozniacki  |
| 2015  |              |                            | 2e tour (1/32) B. Bencic    | 2e tour (1/16) A. Radwańska | 1er tour (1/32) A. Ivanović |       |           | 2e tour (1/16) L. Šafářová   |                      |                           | 1er tour (1/32) M. Barthel    |           |                             |

Sous le résultat, l’ultime adversaire.

### En double dames
N.B. : le nom de la partenaire se trouve sous le résultat ; le nom des ultimes adversaires se trouve à droite.

## Parcours aux Masters

### En double dames
| # | Date       | Nom de l'édition                 | ($)       | Surface    | Résultat      | Partenaire     | Ultimes adversaires          | Score              |          |
| - | ---------- | -------------------------------- | --------- | ---------- | ------------- | -------------- | ---------------------------- | ------------------ | -------- |
| 1 | 22/10/2017 | BNP Paribas WTA Finals Singapour | 7 000 000 | Dur (int.) | 1/4 de finale | Ashleigh Barty | Kiki Bertens Johanna Larsson | 7-67, 6-71, [10-6] | Parcours |

## Parcours aux Jeux olympiques

### En simple dames
| # | Date       | Nom de l'olympiade         | Surface    | Résultat       | Ultime adversaire | Score    |          |
| - | ---------- | -------------------------- | ---------- | -------------- | ----------------- | -------- | -------- |
| 1 | 11/08/2008 | Olympic Tennis Event Pékin | Dur (ext.) | 2e tour (1/16) | Victoria Azarenka | 6-2, 6-2 | Parcours |

### En double dames
| # | Date       | Nom de l'olympiade           | Surface      | Résultat        | Partenaire      | Ultimes adversaires                        | Score    |          |
| - | ---------- | ---------------------------- | ------------ | --------------- | --------------- | ------------------------------------------ | -------- | -------- |
| 1 | 11/08/2008 | Olympic Tennis Event Pékin   | Dur (ext.)   | 1er tour (1/16) | Alicia Molik    | Flavia Pennetta Francesca Schiavone        | 6-4, 6-4 | Parcours |
| 2 | 28/07/2012 | Olympic Tennis Event Londres | Gazon (ext.) | 1er tour (1/16) | Samantha Stosur | Nuria Llagostera Vives María José Martínez | 6-1, 6-1 | Parcours |

## Parcours en Fed Cup
| #                                                                         | Date       | Lieu        | Surface      | Gagnante(s)                         | Perdante(s)                         | Score              |          |
|                                                                           |            |             |              |                                     |                                     |                    |          |
| 2007 - Barrage (groupe mondial II) - Australie - Ukraine - 1 : 4          |            |             |              |                                     |                                     |                    |          |
| 1                                                                         | 14/07/2007 | Ashmore     | Dur (ext.)   | Casey Dellacqua                     | Yuliana Fedak                       | 6-4, 6-2           | Parcours |
|                                                                           |            |             |              |                                     |                                     |                    |          |
| 2010 - 1er tour (groupe mondial II) - Australie - Espagne - 3 : 2         |            |             |              |                                     |                                     |                    |          |
| 2                                                                         | 06/02/2010 | Adélaïde    | Dur (ext.)   | Anabel Medina                       | Casey Dellacqua                     | 6-2, 6-3           | Parcours |
|                                                                           |            |             |              |                                     |                                     |                    |          |
| 2012 - 1er tour (groupe mondial II) - Suisse - Australie - 1 : 4          |            |             |              |                                     |                                     |                    |          |
| 3                                                                         | 04/02/2012 | Fribourg    | Terre (int.) | Casey Dellacqua Jelena Dokić        | Belinda Bencic Amra Sadiković       | 7-5, 6-4           | Parcours |
|                                                                           |            |             |              |                                     |                                     |                    |          |
| 2012 - Barrage (groupe mondial I) - Allemagne - Australie - 2 : 3         |            |             |              |                                     |                                     |                    |          |
| 4                                                                         | 21/04/2012 | Stuttgart   | Terre (int.) | Julia Görges Andrea Petkovic        | Casey Dellacqua Jarmila Gajdošová   | 6-3, 6-4           | Parcours |
|                                                                           |            |             |              |                                     |                                     |                    |          |
| 2013 - 1er tour (groupe mondial) - République tchèque - Australie - 4 : 0 |            |             |              |                                     |                                     |                    |          |
| 5                                                                         | 09/02/2013 | Ostrava     | Dur (int.)   | Andrea Hlaváčková Lucie Hradecká    | Ashleigh Barty Casey Dellacqua      | 6-0, 7-61          | Parcours |
|                                                                           |            |             |              |                                     |                                     |                    |          |
| 2014 - 1er tour (groupe mondial) - Australie - Russie - 4 : 0             |            |             |              |                                     |                                     |                    |          |
| 6                                                                         | 08/02/2014 | Hobart      | Dur (ext.)   | Casey Dellacqua                     | Irina Khromacheva                   | 6-0, 6-2           | Parcours |
| 6                                                                         | 08/02/2014 | Hobart      | Dur (ext.)   | Ashleigh Barty Casey Dellacqua      | Irina Khromacheva Valeria Solovieva | 6-1, 6-3           | Parcours |
|                                                                           |            |             |              |                                     |                                     |                    |          |
| 2014 - 1/2 finale (groupe mondial) - Australie - Allemagne - 1 : 3        |            |             |              |                                     |                                     |                    |          |
| 7                                                                         | 19/04/2014 | Brisbane    | Dur (ext.)   | Angelique Kerber                    | Casey Dellacqua                     | 6-1, 6-0           | Parcours |
| 7                                                                         | 19/04/2014 | Brisbane    | Dur (ext.)   | Ashleigh Barty Casey Dellacqua      | Julia Görges Anna-Lena Grönefeld    | 6-2, 6-75, [10-2]  | Parcours |
|                                                                           |            |             |              |                                     |                                     |                    |          |
| 2015 - 1er tour (groupe mondial) - Allemagne - Australie - 4 : 1          |            |             |              |                                     |                                     |                    |          |
| 8                                                                         | 07/02/2015 | Stuttgart   | Dur (int.)   | Julia Görges Sabine Lisicki         | Casey Dellacqua Olivia Rogowska     | 6-72, 7-67, [10-6] | Parcours |
|                                                                           |            |             |              |                                     |                                     |                    |          |
| 2015 - Barrage (groupe mondial I) - Pays-Bas - Australie - 4 : 1          |            |             |              |                                     |                                     |                    |          |
| 9                                                                         | 18/04/2015 | Bois-le-Duc | Terre (int.) | Casey Dellacqua                     | Arantxa Rus                         | 7-5, 6-3           | Parcours |
| 9                                                                         | 18/04/2015 | Bois-le-Duc | Terre (int.) | Kiki Bertens                        | Casey Dellacqua                     | 6-2, 6-3           | Parcours |
| 9                                                                         | 18/04/2015 | Bois-le-Duc | Terre (int.) | Richèl Hogenkamp Michaëlla Krajicek | Casey Dellacqua Olivia Rogowska     | 6-2, 7-63          | Parcours |
|                                                                           |            |             |              |                                     |                                     |                    |          |
| 2016 - 1er tour (groupe mondial II) - Slovaquie - Australie - 2 : 3       |            |             |              |                                     |                                     |                    |          |
| 10                                                                        | 06/02/2016 | Bratislava  | Dur (int.)   | Casey Dellacqua Samantha Stosur     | Jana Čepelová Daniela Hantuchová    | 5-7, 6-1, 6-2      | Parcours |
|                                                                           |            |             |              |                                     |                                     |                    |          |
| 2017 - 1er tour (groupe mondial II) - Ukraine - Australie : 3 - 1         |            |             |              |                                     |                                     |                    |          |
| 11                                                                        | 11/02/2017 | Kharkiv     | Dur (int.)   | Ashleigh Barty Casey Dellacqua      | Nadiia Kichenok Olga Savchuk        | 6-2, 2-6, [10-8]   | Parcours |
|                                                                           |            |             |              |                                     |                                     |                    |          |
| 2017 - Barrage (groupe mondial II) - Serbie - Australie : 0 : 4           |            |             |              |                                     |                                     |                    |          |
| 12                                                                        | 22/04/2017 | Zrenjanin   | Dur (int.)   | Ashleigh Barty Casey Dellacqua      | Ivana Jorović Nina Stojanović       | 6-1, 7-5           | Parcours |
|                                                                           |            |             |              |                                     |                                     |                    |          |
| 2018 - 1er tour (groupe mondial II) - Australie - Ukraine : 3 : 2         |            |             |              |                                     |                                     |                    |          |
| 13                                                                        | 10/02/2018 | Canberra    | Gazon (ext.) | Ashleigh Barty Casey Dellacqua      | Lyudmyla Kichenok Nadiia Kichenok   | 6-3, 6-4           | Parcours |

## Classements WTA en fin de saison

### En simple
| Année | 2002 | 2003 | 2004 | 2005 | 2006 | 2007 | 2008 | 2009 | 2010 | 2011 | 2012 | 2013 | 2014 | 2015 |
| Rang  | 458  | 275  | 301  | 223  | 172  | 78   | 55   | 1004 | 226  | 156  | 88   | 130  | 30   | 112  |

source : (en) Classements de Casey Dellacqua sur le site officiel de la Fédération internationale de tennis

### En double
| Année | 2002 | 2003 | 2004 | 2005 | 2006 | 2007 | 2008 | 2009 | 2010 | 2011 | 2012 | 2013 | 2014 | 2015 | 2016 | 2017 |
| Rang  | 545  | 224  | 117  | 141  | 121  | 123  | 21   | -    | 251  | 56   | 67   | 10   | 31   | 5    | 273  | 10   |

source : (en) Classements de Casey Dellacqua sur le site officiel de la Fédération internationale de tennis